# Davenport-Range-Nationalpark
Der Iytwelepenty-Nationalpark oder Davenport-Range-Nationalpark (oft auch Davenport-Murchinson-Nationalpark) ist ein 1.120 Quadratkilometer großer Nationalpark im Zentrum des Northern Territory, Australien.

## Lage
Der Park liegt etwa 250 Kilometer südöstlich von Tennant Creek und 450 Kilometer nordöstlich von Alice Springs. Vom Stuart Highway aus, kann man den Park über zwei unbefestigte Straßen erreichen. In den Südteil des Parks gelangt man über die Murray Downs Station, in den Nordteil über die Kurundi Station. Alternativ ist der Zugang auch von Barkley Homestead über eine 150 Kilometer lange Piste entlang des Frew River möglich.
Der Nationalpark befindet sich in den Barkley Tablelands und umfasst die Bergketten der Davenport und Murchinson Range.

## Geschichte
Artefakte im Park belegen die jahrtausendealte Geschichte der Aborigines. Die Gruppen der Warumungu, Alyawarre und Kaytetye sind hier beheimatet. Die ersten Europäer siedelten hier zu Beginn des 20. Jahrhunderts. Neben Überbleibseln aus der Viehzucht findet man Relikte von Mineralabbau, Bergwerken, früherer Missionstätigkeit und eine alte Polizeistation.

## Flora und Fauna
Das umfangreiche Netz von Wasserlöchern im Nationalpark spielt für viele Tiere, insbesondere für Vögel, eine wichtige Rolle als Rückzugsgebiet. Weit entfernt von jedem anderen Flusssystem bieten die Wasserlöcher sogar Lebensraum für sieben Spezies von Fischen sowie für eine Krabbenart. Im Park findet man außerdem Dunnarts, Antechinus, Brillen-Hasenkängurus, das nördliche Hasenkänguru, Schwarzpfoten-Felskängurus, Bergkängurus und echte Kängurus.